# Hemoperfusión
La hemoperfusión consiste en la eliminación de toxinas o metabolitos de la circulación de la sangre por medio de la diálisis a través de un circuito extracorpóreo adecuado y el uso de sustancias absorbentes. 
Los compuestos utilizados en este proceso pueden ser microcápsulas semipermeables que contienen absorbentes tales como el carbón activado) o enzimas, preparaciones enzimáticas como los microsomas atrapados en un gel, enzimas libres de membranas unidas a transportadores artificiales u otros absorbentes como varias resinas o agarosa conjugada a la albúmina.
- Datos: Q3144950